# 追緝線索~科搜研之男~
《追緝線索~科搜研之男~》，為日本富士電視台自2019年1月7日起至同年3月18日期間播放的月九時段（21:00 - 21:54，JST）播出的電視連續劇，為漫畫改編成電視劇的犯罪、推理題材。

## 劇情簡介
真野禮二是科搜研的法醫，個性相當冷靜沈著並擁有高超的技術，主張鑑定結果才是真相，不聽從流言蜚語也不任意揣測真相，即便面對刑警主觀的判斷也會毫不客氣地打臉，只相信證據會說話。
擔任新人法醫澤口菜音對被害者和遺族相當具有同理心和同情心，總會在辦案過程帶入個人感情，在故事後段將為冷靜沈著的真野帶來什麼樣的改變呢？
和真野完全相反，依賴直覺辦案的資深刑警虎丸良平，不僅不聽從上司的意見，甚至有一套自己的搜查方式，這又會跟真野的合作上產生什麼衝突呢？

## 登場人物

### 主要人物
- 真野禮二

錦戶亮 飾
- 澤口儂奈

新木優子 飾
- 虎丸良平

船越英一郎 飾
- 相樂一臣

山崎樹範 飾
- 水澤英里

岡崎紗繪 飾
- 市原浩

遠山俊也 飾
- 豬瀨佑人

矢本悠馬 飾
- 沖田徹

加藤虎之介 飾
- 江波清志

筱井英介 飾
- 澤口加奈

山谷花純 飾
- 壇浩輝

千原二世 飾
- 海冢律子

小雪 飾
- 源義一

倉悠貴 飾
- 源仁美

夏子 飾
- 源公則

飯田基祐 飾
- 源良枝

加茂美穂子 飾

### 集數人物

#### EP1
- 五十嵐千鶴

森口瑤子 飾
- 五十嵐康信

吹越滿 飾
- 五十嵐美加

菅野莉央 飾
- 飛田慎吾

池田純矢 飾
- 越智俊介

池岡亮介 飾

#### EP2
- 真田和壽

名高達男 飾
- 真田有裏

關惠美 飾
- 宮永涉

篠原篤 飾
- 三井敦子

阿南敦子 飾
- 中原沙知繪

小筱惠奈 飾
- 岸田哲也

樋渡真司 飾

#### EP3
- 警察

鈴木壯麻 飾
- 松户桃

高松咲希 飾
- 松户志津香

松本若菜 飾
- 松户直樹

永岡佑 飾
- 三島唯

稻垣來泉 飾
- 西內智幸

池內萬作 飾
- 鶴見茂

大地康雄 飾
- 虎丸京子

山下容莉枝 飾
- 虎丸周平

中島凱斗 飾

#### EP4
- 相樂浩司

矢部享祐 飾
- 相樂千尋

瑛蓮 飾
- 富岡翔平

波岡一喜 飾
- 相樂浩司（童年）

高村佳偉人 飾

#### EP5
- 海東奈津美

瀧澤沙織 飾
- 島本彩花

矢田亞希子 飾
- 島本彰

山中聰 飾
- 神崎徹

石垣佑磨 飾
- 上野鬱子

安藤玉惠 飾
- 島本優

山本舞香 飾

#### EP6
- 早川尚文

萩原聖人 飾
- 藤田慎太郎

伊藤正之 飾
- 藤田早苗

長野里美 飾
- 新妻大介

伊藤高史 飾

#### EP7
- 伊集院和明

德重聰 飾
- 住井葉子

河井青葉 飾
- 坂上亞希

木原實優 飾
- 柏原依子

宇野實彩子 飾
- 小貫貴子

中村靜香 飾
- 電視主播

榎並大二郎 飾

#### EP8
- 御手洗治

涉谷謙人 飾
- 根岸秀司

落合扶樹 飾
- 橋本梨央

石井杏奈 飾
- 益山英彰

弓削智久 飾
- 益山優太

阿部亮平 飾

#### EP9
- 胡桃綾乃

美山加戀 飾
- 富樫康太

和田正人 飾
- 關口章太郎

長田成哉 飾
- 明石幸男

瀧川英次 飾

#### EP10
- 春日部芳彥

柾木玲彌 飾
- 原田恭一

上杉柊平 飾
- 佐保優作

袴田吉彦 飾
- 新田清美

奧田惠梨華 飾
- 島谷正和

藤田宗久 飾

## 收視率
| 集數                                                         | 播出日期      | 主題 | 收視率 |
| ------------------------------------------------------------ | ------------- | ---- | ------ |
| 1                                                            | 2019年1月7日  |      | 12.3%  |
| 2                                                            | 2019年1月14日 |      | 11.8%  |
| 3                                                            | 2019年1月21日 |      | 9.6%   |
| 4                                                            | 2019年1月28日 |      | 11.0%  |
| 5                                                            | 2019年2月4日  |      | 10.0%  |
| 6                                                            | 2019年2月11日 |      | 10.4%  |
| 7                                                            | 2019年2月18日 |      | 9.9%   |
| 8                                                            | 2019年2月25日 |      | 9.8%   |
| 9                                                            | 2019年3月4日  |      | 9.8%   |
| 10                                                           | 2019年3月11日 |      | 10.6%  |
| 11                                                           | 2019年3月18日 |      | 11.5%  |
| 平均收視率 10.6%（收視率由Video Research於日本關東地區統計） |               |      |        |

## 外部連結
- 日本富士電視台－トレース〜科捜研の男〜 （页面存档备份，存于） （日語）
- 緯來日本台-科學搜查先生 （页面存档备份，存于）
- 日劇偶像劇場 （页面存档备份，存于）

## 節目的變遷
| 日本 富士電視台 月九連續劇星期一21:00至21:54 | 日本 富士電視台 月九連續劇星期一21:00至21:54  | 日本 富士電視台 月九連續劇星期一21:00至21:54 |
| -------------------------------------------- | --------------------------------------------- | -------------------------------------------- |
|                                              | 追緝線索~科搜研之男~ （2019.1.7 - 2019.3.18） |                                              |
| 無照律師 （2018.10.08 - 2018.12.17）         | X光室的奇蹟 （2019.04.08 - 2019.06.17）       |                                              |